# 北都大學教育城
北都大學教育城（英語：Northern Metropolis University Town）是一個計劃位於香港北部都會區興建的大學城。

## 歷史
《2023年度香港行政長官施政報告》及《2024年度香港行政長官施政報告》中提及香港政府已在北部都會區預留至少80公頃用地，發展「北都大學教育城」。
理大、浸大、城大、恒大等19間專上院校參與北都大學教育城的諮詢活動及提交建議書，當中有院校計劃將整個校園遷至北都，亦有部分院校計劃在北都成立「衞星校園」（Satellite Campus）
發展局於2024年11月向香港立法會發展事務委員會提交文件，提及牛潭尾大學城鼓勵本地專上院校與中外知名院校以靈活創新模式，包括跨院校、跨學科、跨界別及跨境合作，開拓更多創新的本科、研究生以及專業程度「品牌課程」、研究合作和交流項目，並將進一步探討闢設一些供不同院校共用的特別設施如數據中心和其他附屬設施如會議設施、體育及康樂設施、學生宿舍等。
牛潭尾會預留用地推動「第三所醫學院」及綜合醫教研醫院的發展。
2026年上半年計劃公布《北都大學教育城概念發展綱要》。

## 類似項目
- 深圳大學城、深圳国际大学园
- 廣州大學城
- 澳琴國際教育（大學）城[4]

## 外部連結
- 推進「北部都會區」專上教育建設 （页面存档备份，存于）
- 建設北都大學教育城
- 立法會發展事務委員會 牛潭尾發展建議 （页面存档备份，存于）
- 立法會發展事務委員會 新界北新市鎮和馬草壟的發展建議